# Grenze zwischen Iran und der Türkei

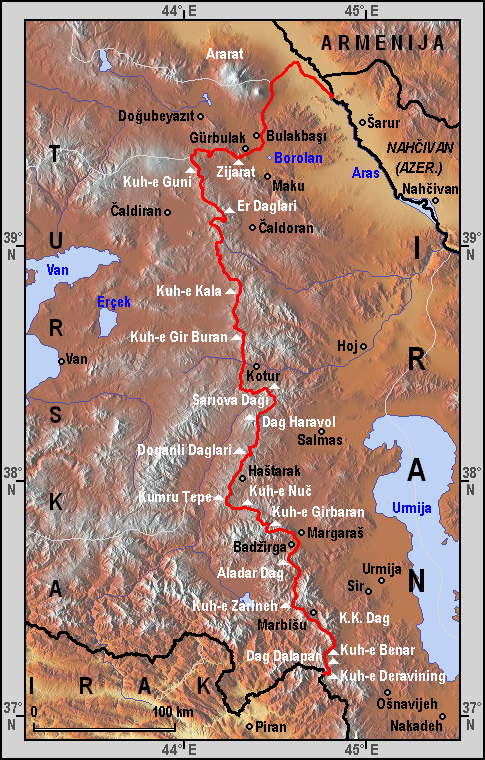
Verlauf der iranisch-türkischen Grenze

Die Grenze zwischen Iran und der Türkei erstreckt sich über 534 Kilometer zwischen den beiden vorderasiatischen Staaten.

## Verlauf

„Karte der türkisch-persischen Grenze“ (1849 bis 1855 erstellt von russischen und englischen Offizieren)

Für Iran (bis 1935 im internationalen Sprachgebrauch „Persien“) liegt die Grenze im Westen und Norden seiner nordwestlichsten Provinz West-Aserbaidschan.
Für die Türkei umfasst der Grenzverlauf etwa ein Fünftel ihrer internationalen Landgrenzen von insgesamt ca. 2650 km. Ihre östlichsten Provinzen bilden die Grenze zu Iran: ganz im Norden Iğdır mit dem höchsten türkischen Berg Ararat, dann Ağrı, dann Van mit dem überwiegenden Teil des Grenzverlaufs, am südlichsten die Provinz Hakkâri.
Die Grenzlinie liegt hauptsächlich in Nord-Süd-Richtung teils auf der Wasserscheide zwischen dem türkischen Vansee und dem iranischen Urmiasee, zwei großen Steppenseen. Im Norden endet sie am Dreiländereck der beiden Staaten mit Aserbaidschan, genauer dessen Exklave Nachitschewan, im Süden am Dreiländereck mit dem Irak, dessen Autonomer Region Kurdistan.

## Geschichte
Im 16. und 17. Jahrhundert trugen in den Osmanisch-Safawidischen Kriegen Persien – das heutige Land Iran – und die beiden Nachfolgestaaten des osmanischen Reiches Irak und Türkei territoriale Konflikte aus. Im Vertrag von Qasr-e Schirin (auch Vertrag von Zuhab) einigten sich Safawiden und Osmanen am 17. Mai 1639 schließlich über den gegenseitigen Besitzstand. Diese Einigung ist bis auf den Grenzverlauf zwischen Ararat und Aras die Grundlage der heute gültigen Grenzziehung zwischen Iran und der Türkei sowie zwischen Irak und der Türkei. Die Demarkation der Grenzlinie erfolgte durch mehrere Verträge im Verlauf des 19. Jahrhunderts.
Am 23. Februar 2020 erschütterten Erdbeben die Region. Sie hatten eine Stärke von bis zu 5,8 Mw. bzw. 6,0 Mw. Zehn Menschen kamen um ihr Leben, 141 wurden verletzt, mehrere hundert Gebäude zerstört oder beschädigt.

## Grenzübergänge
Es gibt drei offizielle Grenzübergänge.

### Gürbulak - Bezarkan

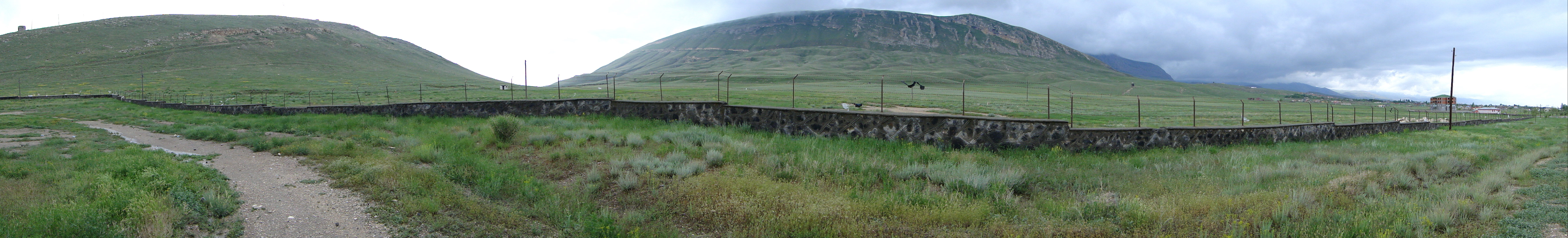
Panoramabild der Grenze bei Gürbulak (Juni 2011)

Gürbulak - Bezarkan ist der nördliche der drei Übergänge. Er ist der größte Grenzübergang zwischen Iran und der Türkei und gilt als einer der meist-frequentierten der Welt. Die hier verlaufende Straße ist gleichzeitig das östliche Ende der Europastraße 80 und der türkischen Schnellstraße D 100, sie gehört zum westlichsten Teilstück des Asian Highway 1 und wird auf iranischer Seite als Iran First Level Road 32 geführt. Die Straße führt hier nach Täbris. Ganz in der Nähe der Grenze mündet in die 32 die Iran First Level Road 12, welche in nordöstlicher Richtung über noch eine weite Strecke an der iranisch-türkischen Grenze entlang führt. Auf türkischer Seite liegt ca. 35 km westlich von Gürbulak die Stadt Doğubeyazıt.

### Kapıköy - Razi
Etwa in der Mitte des Grenzverlaufs liegt auf türkischer Seite das Dorf Kapıköy (türkisch für Türdorf, kurd. Heretil) am Vandoğusu-Gebirge im Landkreis Saray der Provinz Van, mit 3220 Metern Höhe über dem Meeresspiegel einer der höchstgelegenen Orte des Landes. Die türkische D 300 führt auf iranischer Seite weiter nach Khoy.
Bei Kapıköy überquert auch die Bahnstrecke Van–Täbris die Grenze, die einzige Eisenbahnverbindung zwischen Iran und der Türkei. Türkischseitig liegt hier der Grenzbahnhof für den internationalen Verkehr; der iranische Grenzbahnhof Razi liegt sechs Streckenkilometer weiter östlich.

### Esendere - Serow

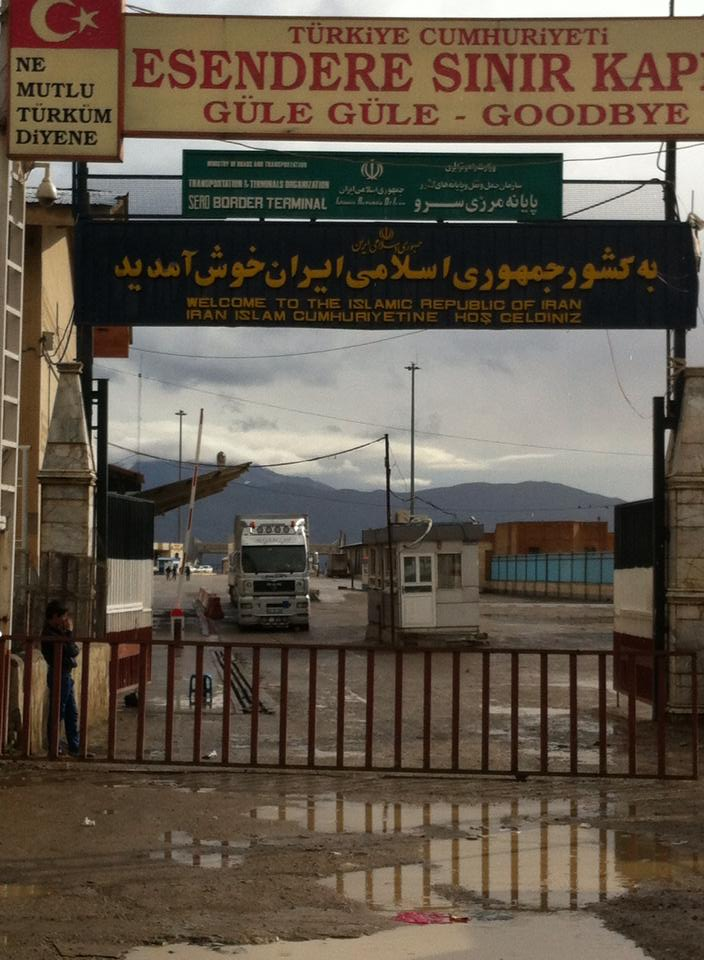
Grenzübergang bei Esendere von türkischer Seite

Im Süden unmittelbar an der Grenze liegt auf türkischer Seite auf 1650 m über dem Meeresspiegel die Kleinstadt Esendere (kurd. Bajirge). Zum dortigen Grenzübergang führt die türkische Schnellstraße D 400, die auf iranischer Seite als Iran First Level Road 16 weiterführt nach Urmia.

## Fluchtroute
Schätzungsweise über hunderttausend Flüchtlinge sind in den vergangenen Jahren von der Islamischen Republik Iran aus über die lokalen Berge illegal in den Osten der Türkei eingereist, darunter viele aus Afghanistan, Bangladesch, Pakistan oder Syrien.
Nach dem Abzug der US- und NATO-Truppen aus Afghanistan ab Mai 2021 überquerten laut Presseberichten täglich 1000 bis 1500 Flüchtende allein von dort die Grenzlinie. Schleuser nahmen 2500 bis 3000 Dollar pro Kopf für den 3000 Kilometer langen Weg – ein Teil des Geldes diene der Bestechung iranischer und türkischer Grenzpolizei.

## Grenzmauer
Eine von der Türkei geplante und in Teilen schon errichtete Mauer soll die Fluchtbewegungen unterbinden. Auch sollen Kämpfende der von der Türkei als Terrororganisation eingestuften kurdischen Arbeiterpartei (PKK) daran gehindert werden, in der Türkei Operationen durchzuführen, darüber hinaus soll sie den Schmuggel verhindern.
Am 8. August 2017 wurde am nordöstlichen Ende der Grenze bei der aserbaidschanischen Exklave zwischen Armenien und Iran, etwas südwestlich vom größten iranisch-türkischen Grenzübergang Gürbulak - Bezarkan in Anwesenheit des zuständigen Gouverneurs der Provinz Ağrı, Süleyman Elba, mit dem Bau begonnen.
Der Kordon soll entlang der gesamten Grenze aus drei Meter hohen, 2,80 m breiten und sieben Tonnen schweren vorgefertigten Betonteilen errichtet werden. Außerdem werden Beobachtungstürme gebaut und Überwachungskameras installiert. Wie bereits die türkisch-syrische Grenzmauer wird auch diese im Auftrag der nationalen staatlichen Wohnungsbaubehörde Toplu Konut İdaresi Başkanlığı (TOKİ) erstellt.
Laut einer Twitter-Nachricht des ehemaligen türkischen Innenministers Süleyman Soylu vom November 2020 waren bis dahin 81 Kilometer der Mauer entlang der türkischen Provinz Ağrı fertiggestellt; damit waren 150 Kilometer des Bauwerks errichtet.